# ケルディッシュ形式
場の量子論、多体理論においてケルディッシュ形式（英: Keldysh formalism）とは、非平衡状態をグリーン関数を用いて扱う方法の1つである。
一般的な多体系の1粒子グリーン関数による方法では、熱力学的な性質の解明のためには極めて有用なものであるが、運動論的な問題に対しては無力である。時間に依存する外部摂動に対する系の振る舞いを、絶対零度においてさえ記述することが出来ない。また線形応答理論はこの種の問題に解答を与えるが、それは1次の効果までに限られてしまい、高次の効果を導く簡単な方法は存在しない。
しかし幾つかの型のグリーン関数を同時に考慮すれば、非平衡グリーン関数のためのダイヤグラムの技法を展開できる余地がある。その場合グリーン関数は行列になる。この行列をKeldyshグリーン関数という。
Keldysh形式の非平衡グリーン関数は必要以上の情報を含むことも多い。